# Portland (Arkansas)
Portland – miasto w Stanach Zjednoczonych, w stanie Arkansas, w hrabstwie Ashley.